# 布倫齊科芬

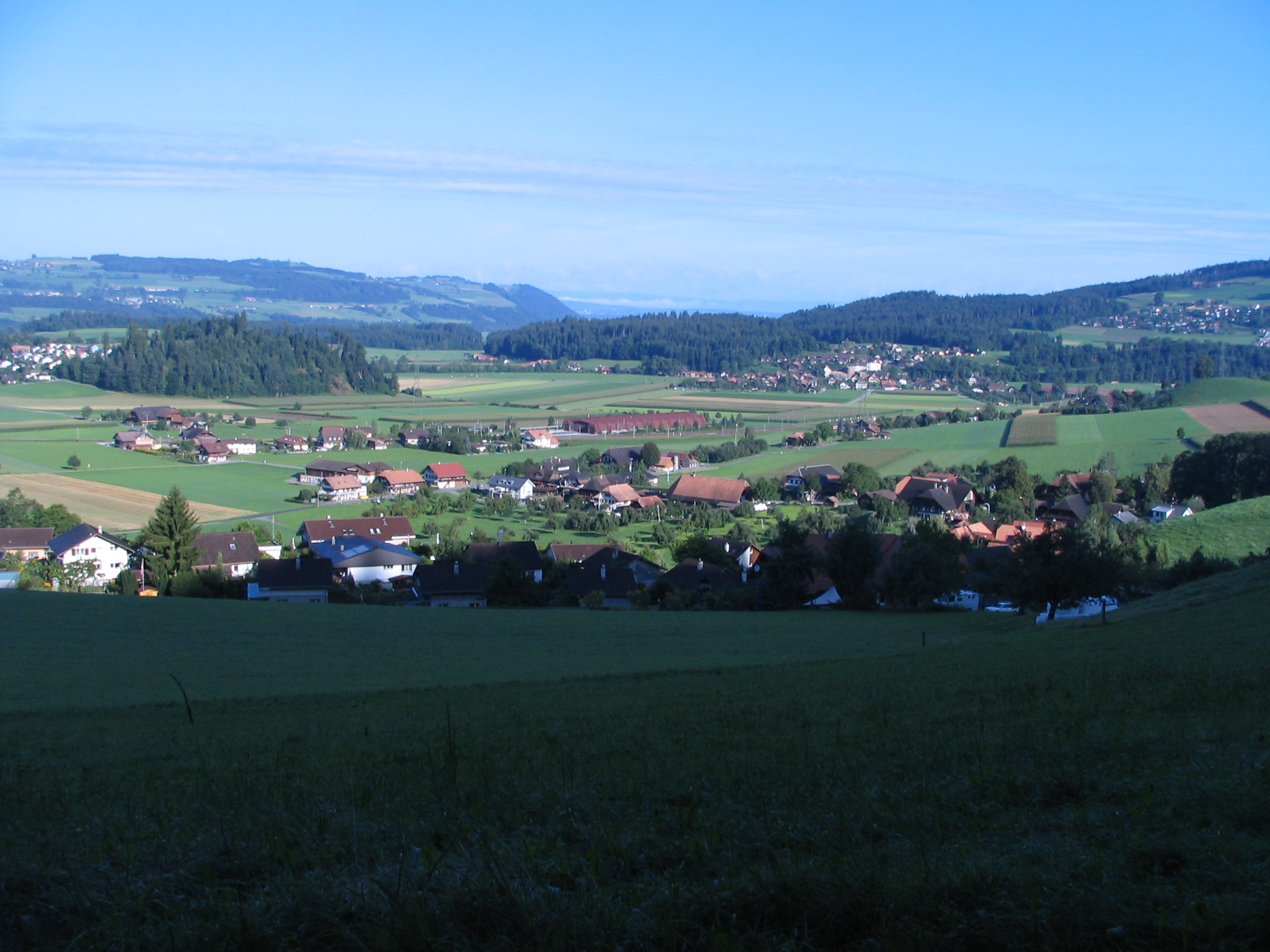

布倫齊科芬是瑞士的城鎮，位於該國中部，由伯恩州負責管轄，面積2.2平方公里，海拔高度583米，2011年人口519，八成半人口信奉基督教，人口密度每平方公里236人。